# カザルノチェート
カザルノチェート（伊: Casalnoceto）は、イタリア共和国ピエモンテ州アレッサンドリア県にある、人口約1,000人の基礎自治体（コムーネ）。

## 地理

### 位置・広がり
| 隣接するコムーネは以下の通り。括弧内のPVはパヴィーア県所属を示す。 - カステッラール・グイドボーノ - ゴディアスコ・サリーチェ・テルメ (PV) - ポンテクローネ - リヴァナッツァーノ・テルメ (PV) - ヴィグッツォーロ - ヴォルペード - ヴォルペリーノ |

### 地震分類
イタリアの地震リスク階級 (it) では、3 に分類される
。